# Ioannis Phrangoudis
Ioannis Phrangoudis en griego Ιωάννης Φραγκούδης (Limassol, 1863–19 de octubre de 1916), era un tirador y militar griego.
Él era un oficial de carrera en la artillería, y ocupó el cargo más alto cuando se convirtió en asistente de campo del rey Jorge I de Grecia. Acompañó al rey para librar al puerto de Salónica en 1912, gracias a la recién conquistada ciudad, por la Guerra de los Balcanes pero en este viaje, el rey fue asesinado (1913).
Nacido en Chipre, participó en los Juegos Olímpicos del equipo Olympia GS de Limassol, sin embargo, era de origen griego y pertenecía al ejército griego por lo que debe ser considerado como representante de la nación de Grecia.
Participó en las competiciones de tiro en los juegos de 1896. Ganó tres medallas, una de oro en pistola rápida a 25 metros, una de plata en rifle libre a 300 metros en tres posiciones y un bronce en la pistola libre a 30 metros. También participó en el concurso de revólver militar, que ocupó el cuarto lugar.